# Janet Evanovich
Janet Evanovich z domu Schneider, ps. Steffie Hall (ur. 22 kwietnia 1943 w South River) – amerykańska pisarka, autorka popularnej serii powieści kryminalno-sensacyjnych o łowczyni nagród Stephanie Plum.  

## Życiorys
Janet Schneider urodziła się 22 kwietnia 1943 r. w South River, w stanie New Jersey. Jej rodzice byli potomkami duńskich emigrantów. Ojciec był mechanikiem, a matka gospodynią domową. Uczyła się w South River High School, a następnie studiowała na Wydziale Artystycznym Douglass College w New Brunswick. Po ukończeniu uczelni poślubiła Pete Evanovicha i urodziła dwójkę dzieci: Petera i Alexandrę. Mieszka w New Hampshire.
Karierę literacką rozpoczęła od wydania kilku romansów pod pseudonimem Steffie Hall. W 1987 r. ukazała się jej pierwsza książka Hero at Large. Na początku lat 90. spędziła ok. półtora roku z policjantami, poznając tajniki ich pracy. Zaowocowało to rozpoczęciem serii kryminalno-sensacyjnej o Stephanie Plum, łowcy nagród z New Jersey. Pierwsza powieść Jak upolować faceta. Po pierwsze dla pieniędzy (ang. One for the Money) wydana została w 1994 r. Powieści Evanovich trafiły na listę bestsellerów New York Timesa. 2015 r. była na 6. miejscu najlepiej zarabiających pisarzy wg magazynu „Forbes”. Prawa filmowe do książki One for the Money zostały sprzedane firmie TriStar. W 2002 r. powstał film pod tym samym tytułem w reżyserii Davida Grossmana. W 2012 r. na podstawie tej samej książki powstał film Jak upolować faceta w reżyserii Julie Anne Robinson. W rolę Stephanie Plum wcieliła się Katherine Heigl.
Evanovich jest autorką serii Lizzy i Diesel oraz Barnaby i Hooke, a także serii Fox & O'Hare, którą napisała przy współpracy z Lee Goldbergiem, autor książek o detektywie Monku.

## Wybrane dzieła

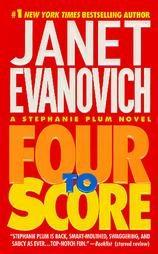
Okładka powieści Janet Evanovich Four To Score

### Romanse
- Hero at Large, 1987
- Thanksgiving, 1988
- The Grand Finale, 1988
- Wife for Hire, 1988
- Foul Play, 1989
- Manhunt, 1988
- Ivan Takes a Wife, 1988
- Znów do sypialni (ang. Back to the Bedroom), 1989
- Smitten, 1990
- Rocky Road to Romance, 1991
- Naughty Neighbor, 1992

### Seria Stephanie Plum
- Jak upolować faceta. Po pierwsze dla pieniędzy (ang. One for the Money), 1994
- Po drugie dla kasy (ang. Two for the Dough), 1996
- Po trzecie dla zasady (ang. Three to Get Deadly), 1997
- Zaliczyć czwórkę (ang. Four to Score), 1998
- Przybić piątkę (ang. High Five), 1998
- Po szóste nie odpuszczaj (ang. Hot Six), 2000
- Szczęśliwa siódemka (ang. Seven up), 2001
- Ósemka wygrywa (ang. Hard eight), 2002
- Wystrzałowa dziewiątka (ang. To the Nines), 2003
- Dziesięć kawałków (ang. Ten Big Ones), 2004
- Najlepsza jedenastka (ang. Eleven on Top), 2005
- Parszywa dwunastka (ang. Twelve Sharp), 2006
- Złośliwa trzynastka  (ang. Lean Mean Thirteen), 2007
- Odlotowa czternastka (ang. Fearless Fourteen), 2008
- Smakowita piętnastka (ang. Finger Lickin' Fifteen), 2009
- Obłędna szesnastka (ang. Sizzling Sixteen), 2010
- Płomienna siedemnastka (ang. Smokin' Seventeen), 2011
- Wybuchowa osiemnastka (ang. Explosive Eighteen), 2011
- Natrętna dziewiętnastka (ang. Notorious Nineteen), 2012
- Takedown Twenty, 2013
- Top Secret Twenty-One, 2014
- Tricky Twenty-Two, 2015
- Turbo Twenty-Three, 2016
- Hardcore Twenty-Four, 2017
- Look Alive Twenty-Five, 2018
- Twisted Twenty-Six, 2019
- Fortune & Glory Tantalizing Twenty-Seven, 2020

### Seria Fox & O'Hare
Współautorem cyklu jest Lee Goldberg:
- Pros and Cons, 2013
- Skok (ang. The Heist), 2013
- The Chase, 2014
- The Shell Game, 2015
- The Job, 2014
- The Scam, 2015
- The Pursuit, 2016
- The Big Kahuna, współautor Peter Evanovich, 2019

### Seria Lizzy i Diesel
- Wicked Appetite, 2010
- Wicked Business, 2012
- Wicked Charms, współautor Phoef Sutton, 2015

### Seria Knight i Moon
- Curious Minds, współautor Phoef Sutton, 2016
- Dangerous Minds, 2017

### Seria Barnaby i Hooker
- Metro Girl, 2004
- Motor Mouth, 2006
- Troublemaker, 2007
- Troublemaker 2, 2010

## Ekranizacje
- Na podstawie pierwszej części serii o Stephanie Plum powstał w 2012 roku film Jak upolować faceta z Katherine Heigl w roli głównej.